# Isodiametra earnhardti
Isodiametra earnhardti (лат.) — вид бескишечных турбеллярий из семейства Isodiametridae. Видовое название дано в память о гонщике Дейле Эрнхардте старшем (англ. Dale “The Intimidator” Earnhardt), уроженце Северной Каролины.

## Описание
Длина измеренных особей составила от 350 до 650 мкм. Ширина — около 125 мкм. Тело цилиндрической формы. Эпидермис полностью покрыт ресничками. В эпидермисе имеются многочисленные одноклеточные слизистые железы. Мускулатура этого вида в целом соответствует стандартному расположению мышц бескишечных, прямо под эпидермисом по всей поверхности тела расположены кольцевые мышцы, а под ними залегают продольные мышцы. Ротовое отверстие расположено на вентральной поверхности тела, примерно в середине тела животного. Фронтальный орган хорошо развит. Необычная вагина отличает Isodiametra earnhardti от других видов. Она окружена толстым сфинктером.

## История открытия и изучения
Голотипом данного вида был назначен экземпляр AMNH PLATY 1647, обнаруженный в 2002 году около берега Oak Island (Северная Каролина). Первоначально этот вид был отнесён к роду Conaperta семейства Convolutidae, но после ревизии этого семейства в 2005 году, в результате которой было выделено новое семейство Isodiametridae, этот вид получил своё текущее (по состоянию на 2018 год) наименование — Isodiametra earnhardti.